# Mau (canção)
“Mau” (estilizado como MAU) é uma canção da cantora, compositora e produtora musical brasileira Jaloo para seu terceiro álbum de estúdio, MAU (homônimo). A faixa foi produzida e composta por Jaloo e lançada no dia 30 de agosto de 2023, através da gravadora Elemess e da distribuidora independente FUGA. 

## Antecedentes e Lançamento
Desde o lançamento de seu último álbum de estúdio, “Ft. (Pt.1)”, Jaloo tem estado pouco presente em suas redes sociais no que diz respeito à música. Seus fãs chegaram a se referir à sua página profissional no Instagram como uma “curadoria de memes”. Mantendo-se discreta em relação a futuros projetos, a artista retornou à música em 2021 com o duo eletrônico Strobo, por meio do projeto “Os Amantes”, que resultou em um álbum homônimo. Em 2022, ela iniciou uma turnê no Brasil e na Europa.
Para promover o single e anunciar seu retorno, Jaloo ocultou todas as postagens no Instagram e publicou uma imagem jogando um item de seu segundo álbum “no lixo”, indicando que uma nova era estava se aproximando. Alguns dias depois, lançou um vídeo em seu canal no YouTube e no Instagram, intitulado “voltei”, que é um curta sobre a demora de seu retorno ao projeto musical, uma resposta bem-humorada aos fãs que diziam que “o seguro-desemprego acabou e agora tem que voltar”. Após a divulgação do vídeo teaser de retorno, Jaloo revelou a imagem da capa do single “MAU”, confirmando seu lançamento para o dia 30 de agosto e o videoclipe para o dia 6 de setembro. 

## Alinhamento de Faixa
MAU • Jaime de Souza • 02:55
1. ↑  iBahia (7 de setembro de 2023). «Jaloo lança videoclipe do single 'MAU'; assista». iBahia. Consultado em 18 de setembro de 2023
2. ↑  Papelpop, Redação (30 de agosto de 2023). «Jaloo volta para explorar lado animalesco em novo single, "Mau"». PAPELPOP. Consultado em 18 de setembro de 2023
3. ↑  «Reunidos na banda Os Amantes, Jaloo e Strobo lançam em junho o primeiro álbum do trio». G1. Consultado em 15 de setembro de 2023
4. ↑  «Jaloo volta para explorar lado animalesco em novo single "Mau"». Papel Pop. Consultado em 15 de setembro de 2023